# Río Agogna
El río Agogna (en italiano: Agogna; en piamontés Agògna) es un estrecho río de la Italia noroccidental. Tiene 140 km de largo que corre por las regiones italianas de Piamonte y Lombardía. Es un afluente por la izquierda del río Po.
El origen del río está en la zona entre el lago Orta y el lago Mayor en la provincia de Verbano-Cusio-Ossola. Luego fluye hacia el sur para entrar en la provincia de Novara y pasa por Borgomanero y Cureggio antes de que se le una un ramal del Terdoppio. El río continúa hacia el sur pasando por Caltignaga y Novara. El río luego cruza a la provincia de Pavia y a la comarca de Lomellina (en los municipios de Castello d'Agogna y Lomello) y recibe su afluente por la izquierda, el Erbognone. Finalmente, el río desemboca en el Po en Balossa Bigli, parte del municipio de Mezzana Bigli, que está cerca del límite entre la provincia de Pavía y la provincia de Alessandria.
Durante la conquista napoleónica de Italia, el Agogna dio su nombre a un departamento del Reino de Italia con Novara como capital.